# Adiós al lenguaje
Adiós al lenguaje (título original en francés: Adieu au Langage) es una película de ensayo narrativo experimental en 3D franco-suiza de 2014 escrita y dirigida por Jean-Luc Godard. Está protagonizada por Héloïse Godet, Kamel Abdeli, Richard Chevallier, Zoé Bruneau, Jessica Erickson y Christian Grégori y fue filmada por el director de fotografía Fabrice Aragno. Es el largometraje número 42 de Godard y el proyecto de película o video número 121. En las partes de habla francesa de Suiza donde se filmó, la palabra "adieu" puede significar tanto adiós como hola. La película muestra a una pareja teniendo una aventura. El marido de la mujer descubre la aventura y el amante es asesinado.

## Reparto
- Eloïse Godet como Josette
- Kamel Abdeli como Gédéon
- Richard Chevallier como Marco
- Zoé Bruneau como Ivitch
- Christian Gregori como Davidson
- Daniel Ludwig como el esposo
- Jessica Erickson como Mary Shelley
- Alexandre Païta como Lord Byron
- Dimitri Basil como Percy Shelley
- Roxy Miéville como el perro
- Marie Ruchat como Marie, la chica pelirroja
- Jeremy Zampatti como el joven
- Isabelle Carbonneau como Isabelle
- Jean-Luc Godard como el hombre invisible
- Florence Colombani como la mujer invisible
- Anne-Marie Miéville como narradora
- Gino Siconolfi
- Alain Brat
- Stéphane Colin
- Bruno Allaigre[1][2][3]

### Recepción de la crítica
En el sitio web de crítica Rotten Tomatoes, Goodbye to Language tiene un índice de aprobación del 88% basado en 73 críticas, con una nota media de 7,1/10. El consenso de la crítica es el siguiente: "Tan emocionante visualmente como inescrutable. El consenso de la crítica de la página web es el siguiente: "Tan emocionante visualmente como inescrutable, Adiós al lenguaje 3D ofrece una obra maestra de la última época de un director legendario que sigue controlando su oficio". En Metacritic, la película tiene una puntuación media ponderada de 75 sobre 100, basada en 28 críticas, lo que indica "Críticas generalmente favorables".

### Uso del 3D e innovaciones
Éste será el primer y único largometraje realizado por Godard en 3D . Un año antes ya había ensayado el uso de esta tecnología en el cortometraje Les trois désastres (también fotografiado por Fabrice Aragno), parte de la película colectiva por episodios 3x3D . La tecnología empleada en ambos casos (tanto en el cortometraje citado como en el largometraje que da nombre a este artículo) fue el uso de una doble proyección polarizada, de tal manera que con unas gafas polarizadas se puede ver la imagen de cada proyectores a un ojo diferente. Esta innovación tecnológica (su proliferación y popularidad a raíz del éxito de Avatar ) fue utilizada por Godard y Aragno para crear un efecto hasta entonces inédito en la historia del cine: en un momento dado del filme, una de las dos cámaras utilizadas para realizar la filmación en 3D panea mientras la otra se mantiene fija, creando una imagen similar a la superposición, pero con un efecto sobre el espectador totalmente nuevo, donde se juega con el hecho de estar viendo una imagen diferente en cada ojo.